# Marcelo Jeneci
Marcelo Jeneci (São Paulo, 7 de abril de 1982) é um cantor e compositor brasileiro.
Recebeu uma indicação para o Grammy Latino de Melhor Álbum de Música Popular Brasileira de 2014 por De Graça. No mesmo ano, recebeu o prêmio da Associação Paulista de Críticos de Arte (APCA), na categoria Melhor Compositor.

## Biografia
Marcelo Jeneci nasceu e foi criado na Cohab Juscelino, Guaianases, na Zona Leste de São Paulo, onde aprendeu música com seu pai, que trabalhava consertando equipamentos eletrônicos e instrumentos musicais. Começou tocando sanfona na banda de Chico César, com quem excursionou pela Europa em 2000. Para a excursão, Marcelo não possuía uma sanfona, tendo emprestado uma sanfona de Dominguinhos e prometendo lhe pagar quando tivesse condição. No entanto, no momento do pagamento, Dominguinhos o presenteou com a mesma. Tocou também nas bandas de Arnaldo Antunes e Erasmo Carlos. O sucesso como compositor veio em 2008, com Amado, parceria com Vanessa da Mata que fez parte da trilha sonora da telenovela A Favorita.
Escreveu canções em parceria com Arnaldo Antunes, Zé Miguel Wisnik e Luiz Tatit. Lançou em 2010 o seu primeiro álbum, Feito para Acabar, que recebeu boa acolhida da crítica. Voltou a figurar em trilhas de novelas da Rede Globo, com Quarto de dormir (em Lado a Lado, de 2012), Feito para Acabar (em Flor do Caribe, de 2013), Um de Nós (em Em Família, de 2014), e Veja (Margarida), regravação da canção de Vital Farias (em Velho Chico, de 2016). Lançou em 2013 o álbum De Graça, com a participação da cantora Laura Lavieri.
Em 2015 gravou Dia a Dia, Lado a Lado com Tulipa Ruiz, com quem fez em seguida uma série de shows pelo Brasil.

## Discografia
| Detalhes                                                                                    | Álbum                              |
| ------------------------------------------------------------------------------------------- | ---------------------------------- |
| - Lançamento: 30 de outubro de 2010 - Formatos: CD, download digital , LP - Gravadora: SLAP | Feito pra Acabar                   |
| - Lançamento: 18 de outubro de 2013 - Formatos: CD, download digital - Gravadora: SLAP      | De Graça                           |
| - Lançamento: 22 de julho de 2019 - Gravadora: SLAP                                         | Guaia                              |
| - Lançamento: 14 de julho de 2023                                                           | Caravana Sairé                     |
| - Lançamento: 17 de maio de 2024                                                            | Night Club Forró Latino (Volume I) |